# Капура, Алексей Анатольевич
Алексе́й Анато́льевич Капу́ра (род. 21 апреля 1958 года в Хабаровске) — российский пловец — паралимпиец. Многократный серебряный призёр летних Паралимпийских игр, чемпион Европы, рекордсмен мира. Заслуженный мастер спорта России по плаванию среди спортсменов с поражением опорно-двигательного аппарата, заслуженный тренер России.

## Награды
- Заслуженный мастер спорта России (1996);
- Заслуженный тренер России.